# Victor-Théodule Daubigny
Pour les articles homonymes, voir Daubigny.
Victor-Théodule Daubigny, né le 29 février ou le 1er mars 1836 à Crillon (Oise) et mort le 11 décembre 1908 à Terrebonne (Québec) est un vétérinaire promoteur de l'enseignement francophone de la médecine vétérinaire au Québec, fondateur de l'École vétérinaire de Montréal, première université vétérinaire francophone d'Amérique du Nord.

## Biographie

### Jeunesse en France
Il nait à Crillon, de François et Joséphine Daubigny. Il suit des études secondaires à Beauvais. Après les avoir abandonnées, il devient clerc à Méru de ses 15 ans à ses 20 ans, puis sous-clerc principal et enfin clerc principal à Hérouville. Il se marie avec Marie-Élise Chouquet le 28 novembre 1859 à Arronville, et travaille alors dans la ferme de son beau-père. Il est ensuite représentant en assurance à partir de ses 27 ans. 

### Émigration au Québec et études vétérinaires
Daubigny part en 1872 au Québec depuis Liverpool. Sa femme, restée en France, avec qui il a cinq enfants, meurt le 19 août 1872 alors qu'il est au Québec. Sur place, ses diplômes ne sont pas reconnus et il ne maîtrise pas assez bien l'anglais pour reprendre des études. Il se remarie le 23 avril 1873, avec Sophie Laurier à Montréal, et il devient cultivateur des terres des parents de sa femme à Laschenaie.
Il intègre le Montreal Veterinary College, fondé en 1876 et rattaché à l'université McGill, en janvier 1877. Il fait partie de la première promotion, comportant quatre étudiants, de la section francophone créée sous l'impulsion du directeur de la faculté vétérinaire Duncan McEachran. Il en sort diplômé en 1879. À la fin de ses études, il est engagé pour diriger la section francophone, poste qu'il occupe jusqu'en 1885.

### Création de l'École vétérinaire de Montréal
Plusieurs écoles vétérinaires francophones sont fondées dans les années 1880. L'École de médecine vétérinaire de Montréal, rattachée à la Victoria University, est fondée en 1885 par Daubigny et Orphir Bruneau, mais Daubigny quitte leur association l'année suivante. Daubigny s'associe avec Emmanuel-Persillier Lachapelle, Hugues-E. Desrosiers, Salluste Duval (en) et Norbert Fafard, pour fonder l'École vétérinaire française de Montréal en 1886, cette fois-ci rattachée à l'université Laval de Montréal.
En parallèle, est fondée en 1888 l'École vétérinaire de Québec par Joseph-Alphonse Couture, institution également rattachée à l'université Laval jusqu'en 1889. La ville de Montréal connaît donc une période pendant laquelle il y existe alors trois établissements qui enseignent la médecine vétérinaire, jusqu'à ce que l'École vétérinaire de Québec ferme en 1894.

### École de médecine comparée et de science vétérinaire de Montréal
L'école vétérinaire française de Montréal est renommée en École de médecine comparée et de science vétérinaire de Montréal en 1894. Elle est basée dans les anciens locaux de la faculté de médecine et résulte de la fusion entre l'École de médecine vétérinaire de Montréal et de l'École vétérinaire du Québec. 
Son fils, François-Théodule Daubigny, diplômé vétérinaire de l'École vétérinaire française de Montréal en 1889, y est chargé de l'enseignement. 

### Sensibilisation au domaine sanitaire
Daubigny se déplace pour organiser des conférences à destination des éleveurs pour les sensibiliser aux maladies contagieuses, à la zootechnie et l'hygiène animale. Il réalise également des autopsies et participe à l'élaboration de règlements relatifs à la prophylaxie

### Mort
Daubigny est touché par plusieurs problèmes de santé. Veuf de Sophie Laurier, décédée le 3 août 1905, il se marie avec Marie-Amanda Rouleau le 7 novembre de la même année. 
Victor-Théodule Daubigny meurt le 11 décembre 1908. Il est enterré à Terrebonne dans le cimetière sous nef de l’église Saint-Louis-de-France de Terrebonne en présence de nombreux dignitaires et vétérinaires ainsi que de son fils François-Théodule Daubigny et de sa petite-fille Camille, âgée de neuf ans à l’époque.
Son école est rebaptisée École de médecine vétérinaire de Montréal. François-Théodule la dirige de 1909 à 1928.